# Louis Aragon válogatott versei
A Louis Aragon válogatott versei Louis Aragon francia költő, író magyarra fordított verseiből összeállított gyűjteményes kötet. A könyvet az Európa Könyvkiadó jelentette meg 1964-ben, 454 oldalon; illusztrálta Hincz Gyula. A közreadott művek legnagyobb részének fordítói: Illyés Gyula, Rónay György, Somlyó György.
A könyv kiadását megelőzte Aragon verseinek egy korábbi magyar nyelvű gyűjteménye (Aragon válogatott versei, Parnasszus Könyvkiadó, 1948) 223 oldalon, vagyis fele akkora terjedelemben, mint az újabb, 1964-es kötet.

## Aragon költészetének korszakai
A kötethez írt Utószóban Somlyó György Aragon költészetében (1963-ig) négy korszakot különböztet meg, és a kötet anyagának beosztása is ehhez igazodik.
Az első a lázadó fiatal költő korszaka, melynek során Apollinaire-től indulva a dadaizmuson át eljut a szabad képalkotásra épülő, a prózát és a verset összemosó szürrealista művekig. A lázadó korszakot hosszan tartó szellemi vívódás, alkotói válság követte, valamint az életét és további költészetét meghatározó találkozása Elsa Triolet-vel (1928), későbbi feleségével, a híres Elza-versek ihletőjével.
A szürrealizmussal való szakítást „a személyi illegalitás és legszélesebb körű költői hatás korszaka” követi. Ez a fasizmus és az idegen hódítás elleni küzdelem (az ellenállás, a Resistance) időszaka. Ekkor születnek a hagyományos formákat követő, az  olvasók legszélesebb köreiben közvetlen hatásra törekvő nagy költeményei; két legismertebb ellenállási verseskönyve az Elza szeme (Les Yeux d'Elsa) és a Szívszakadásig (Le Crève-cœur). Utóbbi kötetben jelent meg az Elza a tükör előtt, melyet Lengyel Balázs kritikus az életmű kulcsversének nevez.
Aragon működése mindig összekapcsolódott a politikával, és ő volt az, aki a szocialista realizmus igényével lépett fel Franciaországban. Költészetének a háború utáni a legkevésbé jelentékeny korszaka (1945–1954), ekkor csak két kisebb verseskönyve jelenik meg. Ez a közvetlen politikai szerepvállalás és a realista nagyregények írásának ideje.
A következő évtizedet (1963-ig) „a nagylélegzetű önéletrajzi költemények korszakának lehet nevezni.” Külön-külön kötetben közreadott nagy poémái: A szem és az emlék, A befejezetlen regény, az Elza, A költők és az Elza bolondja (az utóbbiból a kötetben három részlet olvasható) a legátfogóbb szintézist jelentik költői pályáján. A szürrealista szabadvers valamint „a hagyományt újjáteremtő szabályos forma és történelmi konkrétság egy, az eddiginél bonyolultabb és nagyobbszabású költői realizmusban forr össze, ahogy ifjúság és öregség a mindkettőt egyformán átizzító szerelem témájában…”

## A kötet ciklusai
- Üldözött üldöző (Persécuté persécuteur)
- Szívszakadásig (Le Crève-cœur)
- Megint szívszakadásig (Le Nouveau Crève-cœur)
- A szem és az emlék (Les yeux et la mémoire)
- Befejezetlen regény (Le Roman inachevé)
- Elza (Elza)
- A költők (Les Poètes)
- Elza bolondja (Le Fou d'Elsa)

Mindegyik ciklus elején (az utolsó kivételével) az adott költői korszakot jellemző rövid prózai szemelvények olvashatók magától Aragontól, illetve méltatása egy-egy kortársától.